# Unenlagia paynemili
Unenlagia paynemili es una especie del género extinto Unenlagia de dinosaurio terópodo dromeosáurido, que vivió a finales del período Cretácico, hace aproximadamente entre 89 millones de años, en el Coniaciense, en lo que hoy es Sudamérica. En 2002 cerca del Lago Barreales se descubrió un segundo esqueleto y se reportó en 2003. En 2004 fue nombrado y descrito por Jorge Calvo , Juan Porfiri y Alexander Kellner como una segunda especie, Unenlagia paynemili. El nombre específico honra a Maximino Paynemil, el jefe de la comunidad Paynemil. El holotipo es MUCPv-349, un esqueleto parcial que consta de un húmero y dos pubis. También se asignaron varios paratipos, MUCPv-343, una garra, MUCPv-409, un ilion parcial, MUCPv-415, una falange y MUCPv-416, una vértebra.